# Sony SAB
Sony SAB (trước đây là kênh SAB TV) là một kênh truyền hình trả tiền ở Ấn Độ thuộc sở hữu của Sony Pictures Networks và chuyên phát sóng các chương trình hài. 

## Lịch sử hình thành
Kênh Sony SAB được công ty Sri Adhikari Brothers ra mắt với tên gọi SAB TV vào ngày 23 tháng 4 năm 1999. Ban đầu, kênh được ra mắt khán giả Ấn Độ như một kênh truyền hình hài bằng tiếng Hindi. Sony Pictures Networks đã tiếp quản SAB TV vào tháng 3 năm 2005   và đổi tên thành Sony SAB, với trọng tâm mới là giải trí  và cuối cùng chuyển mình thành một kênh dành cho giới trẻ.
1. ↑  "Will Sony SAB's rebranding efforts pay off? - The Financial Express". www.financialexpress.com. ngày 29 tháng 7 năm 2019.
2. ↑  "Adhikaris sell SAB TV brand to Sony for $13 m". The Financial Express (India). ngày 14 tháng 3 năm 2005.
3. ↑  indiantelevision.com Team (ngày 11 tháng 5 năm 2005). "Smart Buy: Making of the Sony-Sab deal". Indiantelevision Dot Com.
4. ↑  "SAB TV shifts from pure comedy to general entertainment". ngày 28 tháng 10 năm 2005. Truy cập ngày 14 tháng 1 năm 2018.